# Michal Šimečka
Michal Šimečka (ur. 10 maja 1984 w Bratysławie) – słowacki polityk, politolog i analityk, przewodniczący partii Postępowa Słowacja, poseł do Parlamentu Europejskiego IX kadencji, poseł do Rady Narodowej.

## Życiorys
Wnuk Milana (filozofa, dysydenta w okresie komunistycznym) oraz syn Martina Milana (prozaika i publicysty). Z wykształcenia politolog, w 2006 ukończył studia na Uniwersytecie Karola w Pradze. Zajmował się dziennikarstwem, pisząc dla „SME” (2002–2004) i „Financial Times” (2004–2006). Wyjechał następnie do Wielkiej Brytanii na dalsze studia na Uniwersytecie Oksfordzkim. Uzyskał tam magisterium w St Antony’s College (2008) oraz doktorat w Nuffield College (2012). W międzyczasie pracował jako analityk w Londynie, a także jako wykładowca w Pradze i Bratysławie. W latach 2011–2014 był doradcą do spraw polityki zagranicznej w Parlamencie Europejskim, a od 2013 również współpracownikiem think tanku Centre for European Policy Studies w Brukseli. W 2015 został badaczem w Instytucie Stosunków Międzynarodowych w Pradze.
Dołączył do powstałej w 2017 partii Postępowa Słowacja, obejmując w niej funkcję wiceprzewodniczącego. W wyborach w 2019 z ramienia koalicji PS-SPOLU uzyskał mandat eurodeputowanego IX kadencji. W maju 2022 objął funkcję przewodniczącego Postępowej Słowacji. W 2023 z jej ramienia został wybrany do Rady Narodowej.